# Верхняя челюсть
Верхняя челюсть (лат. maxilla) — парная кость, относящаяся к лицевому отделу черепа.
У человека воздухоносная, так как в ней находится обширная полость — верхнечелюстная (гайморова) пазуха (sinus maxillaris). Имеет тело верхней челюсти (corpus maxillae), 4 отростка: лобный отросток (processus frontalis), альвеолярный отросток (processus alveolaris), небный отросток (processus palatinus), скуловой отросток (processus zygomaticus). Поверхности верхней челюсти: передняя поверхность (facies anterior), носовая поверхность (facies nasalis), подвисочная поверхность (facies infratemporalis), глазничная поверхность (facies orbitalis).

## Строение верхней челюсти[2]
1. тело верхней челюсти (corpus maxillae);
2. передняя поверхность тела (facies anterior);
3. задняя поверхность тела (facies posterior);
4. глазничная поверхность тела (образует нижнюю стенку глазной впадины) (facies orbitalis);
5. подглазничная борозда (sulcus infraorbitalis);
6. подглазничный канал (canalis infraorbitalis);
7. подглазничное отверстие (foramen infraorbitalis);
8. апертура пазухи верхней челюсти, или апертура гайморовой пазухи (apertura sinus maxillae);
9. альвеолярный отросток (processus alveolaris);
10. альвеолярная дуга (arcus alveolaris);
11. зубные альвеолы (alveoli dentales);
12. межальвеолярные перегородки (septa interalveolaria);
13. альвеолярные возвышения (juga alveolaria);
14. скуловой отросток (processus zygomaticus);
15. лобный отросток (processus frontalis);
16. слезная борозда (sulcus larcimalis);
17. носовой гребень (crista conchalis);
18. решетчатый гребень (crista ethmoidalis);
19. подглазничное отверстие (foramen infraorbitale);
20. небный отросток (processus patalinum);
21. носовая передняя ость (spina nasalis anterior);
22. носовой гребень (crista nasalis);
23. небные борозны (sulci palatinae);
24. небные ости (spinae palatinae);
25. резцовый шов (sutura incisiva);
26. резцовая ямка (fossa incisiva);
27. резцовое отверстие (foramen incisiva);
28. срединный небный шов (sutura palatina mediana).

Проекция правой и левой верхних челюстей
Взаимное расположение верхних челюстей (с зубами)
Левая верхняя челюсть
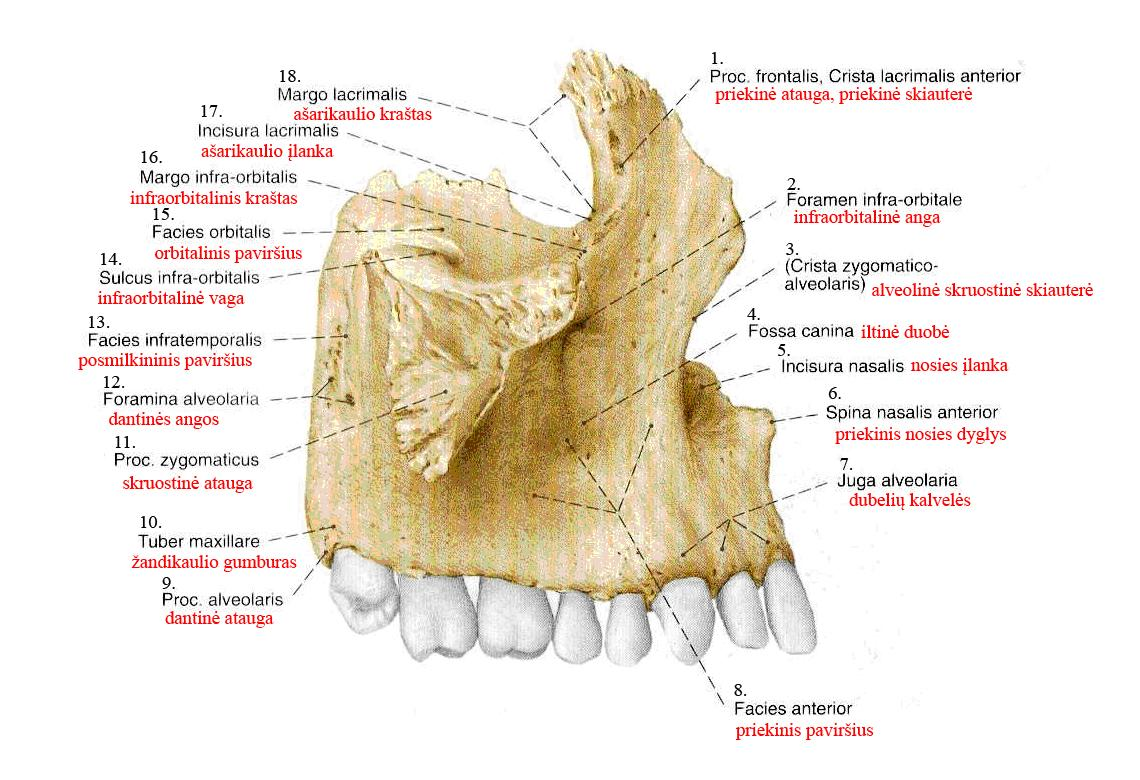
Правая верхняя челюсть, строение, вид спереди сбоку
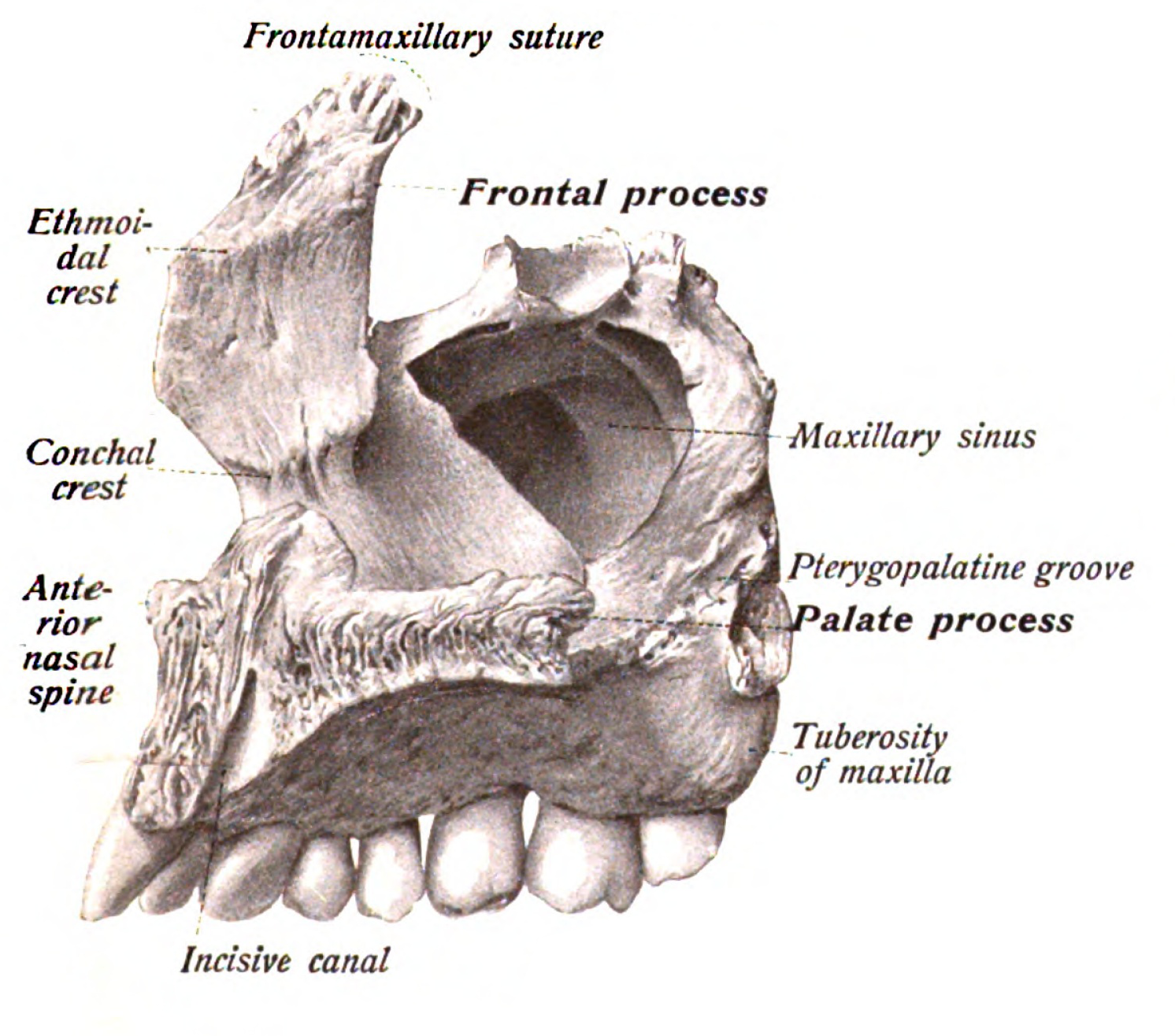
Правая верхняя челюсть, строение, вид с носовой (медиальной) поверхности
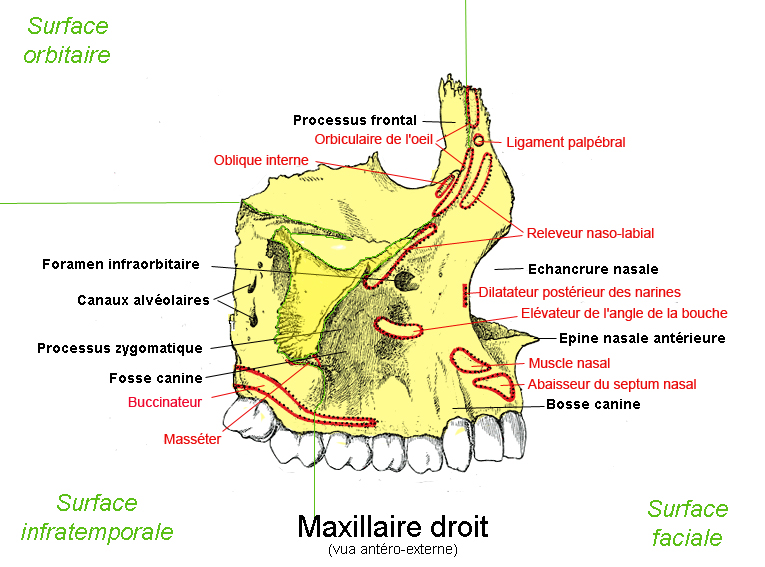
Правая верхняя челюсть, отмечены места прикрепления мышц
Скуловой отросток, выделен красным
Нёбный отросток, выделен красным
Лобный отросток, выделен красным
Передняя носовая ость, выделена красным
Верхнечелюстные (гайморовы) пазухи, выделены розовым
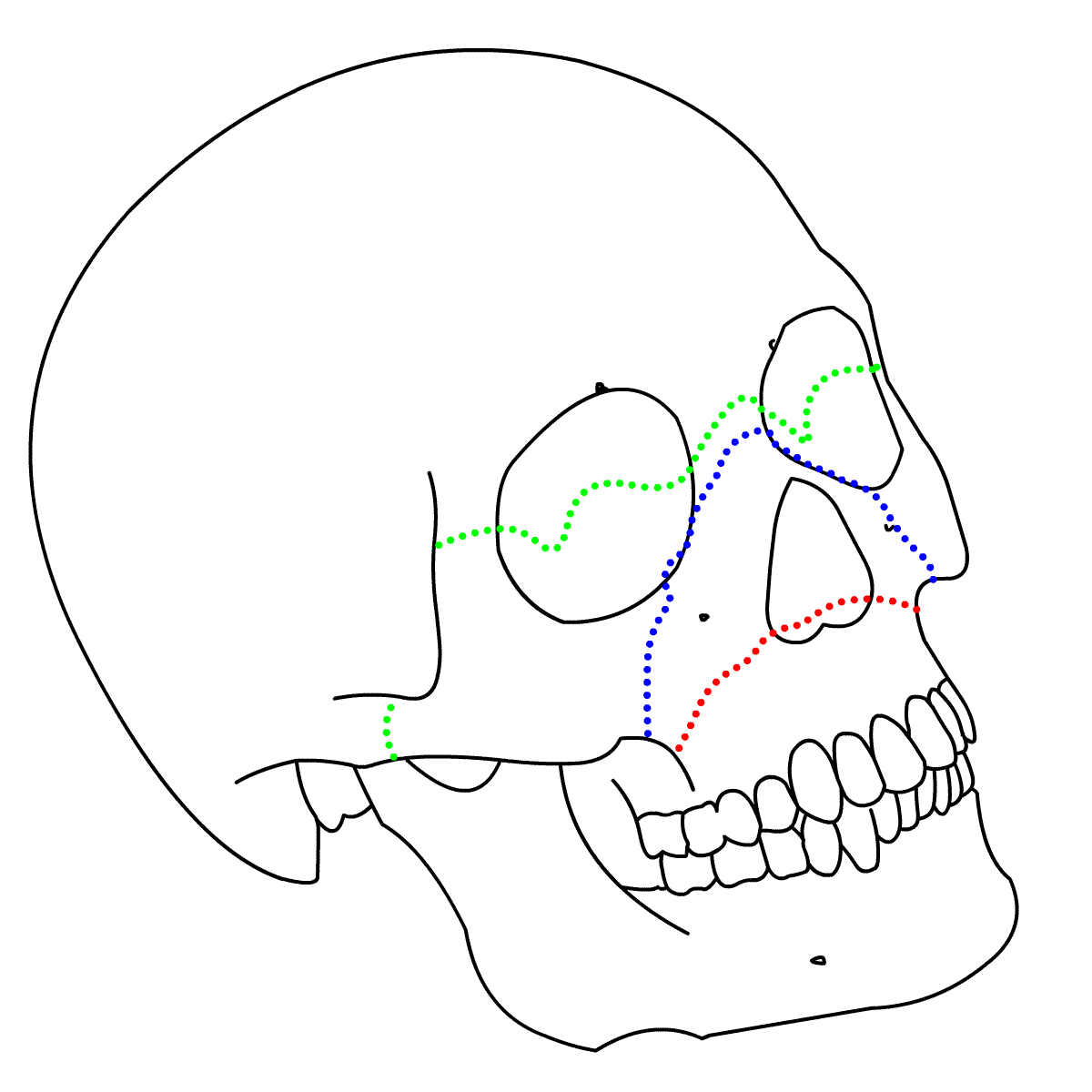
Типичные места переломов верхних челюстей[англ.]

## Онтогенез
Верхние челюсти, как и межчелюстные кости, происходят из мезэктодермы и относятся к висцеральному скелету.